# Île Saint-Honorat

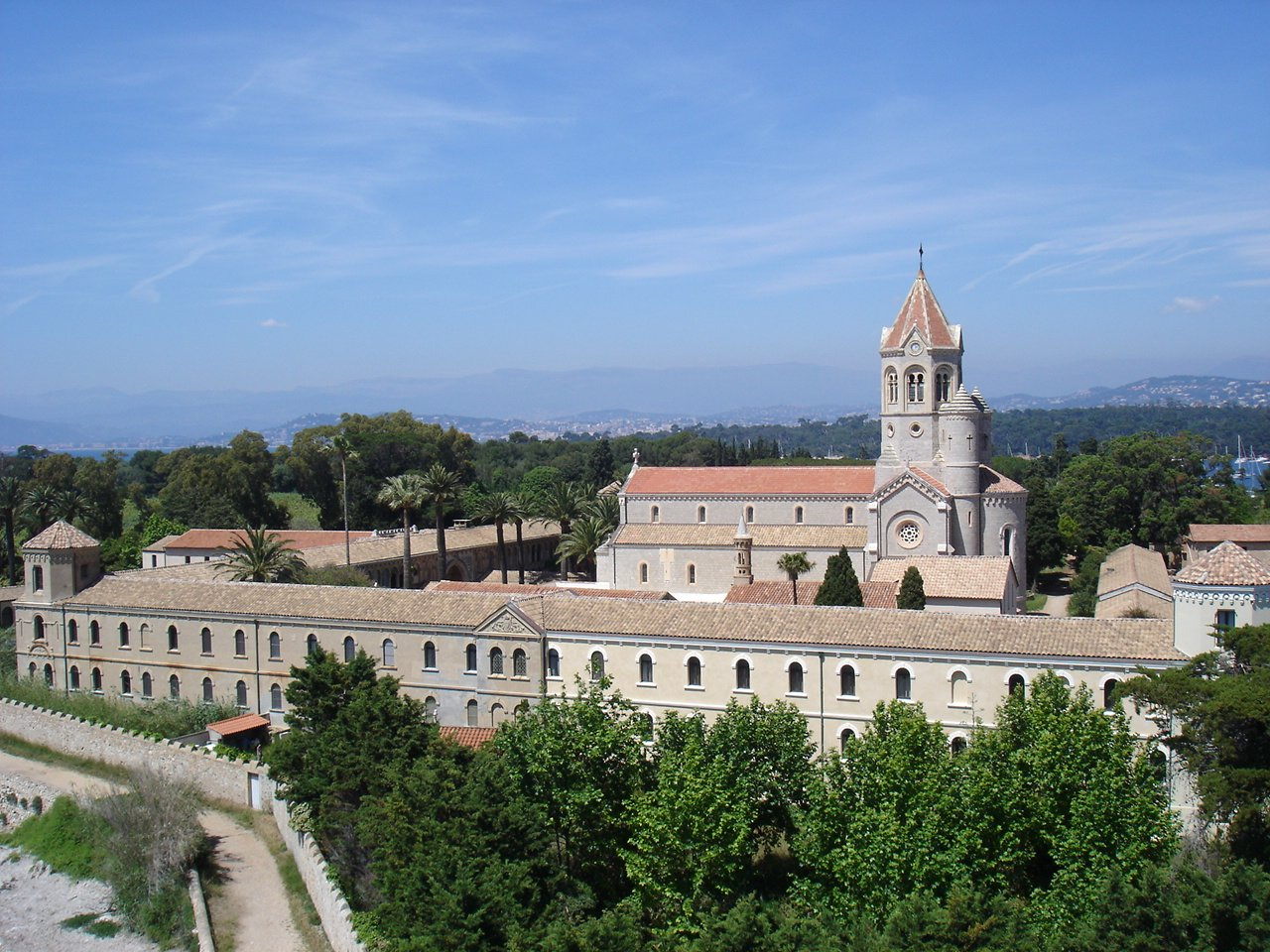
Das heutige Abteigebäude

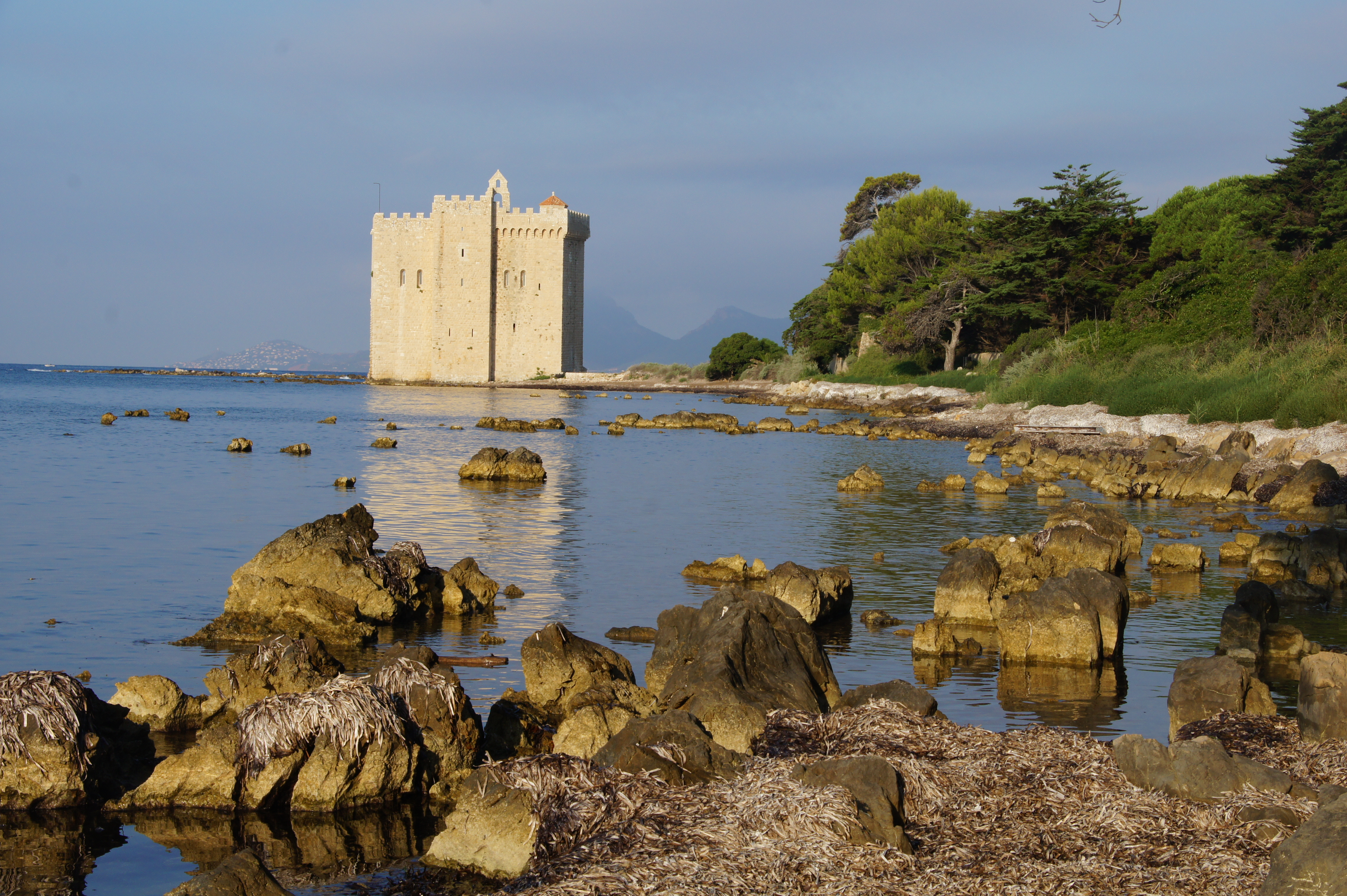
Südosten der Insel

Saint-Honorat ist eine Insel in der Gruppe der französischen Îles de Lérins. Sie ist die zweitgrößte nach Île Sainte-Marguerite, die sich wenige 100 Meter nördlich befindet, getrennt durch die Passage von Trioul. Die Zwerginsel Île Saint-Ferréol liegt etwa 250 Meter östlich. Saint Honorat hat eine Länge von 1,5 Kilometern und eine Breite von 600 Metern.
Die nächstgelegene Stadt an der Küste ist Cannes, 5,7 Kilometer nördlich. Von dort ist die Insel in einer guten halben Stunde mit einer Fähre zu erreichen. Weitere Nachbarorte sind Théoule-sur-Mer 8,6 Kilometer im Westen und Antibes 10,1 Kilometer im Nordosten. Im Osten und Süden erstreckt sich das Mittelmeer bis nach Korsika.

## Gründung
Die zunächst unbewohnte Insel war bereits den Römern als „Lerina“ bekannt. Schon früh wurde sie jedoch eine Keimzelle des westlichen Mönchstums. Als erstes Kloster in Frankreich gilt das Kloster Abtei Saint-Martin de Ligugé bei Poitiers, eine Gründung des heiligen Martin im Jahr 361. Doch bereits um 400/410 gründete Honoratus von Arles in der Einsamkeit der Leriner Inseln die Abtei Lérins. Er hatte bei Reisen nach Ägypten und Syrien die dortigen Anfänge des Mönchtums kennengelernt und den Plan gefasst, in seiner westlichen Heimat nach diesem Vorbild als Eremit zu leben. Er fand schnell viele Anhänger. Um 427 hatte das Kloster bereits eine beachtliche Größe.
Aus ihm gingen im 5. und 6. Jahrhundert eine große Zahl von Bischöfen hervor, darunter Caesarius von Arles und Patrick von Irland. Um 660 führte Abt Aigulf (Agilulf) die Benediktinerregel im Kloster ein.

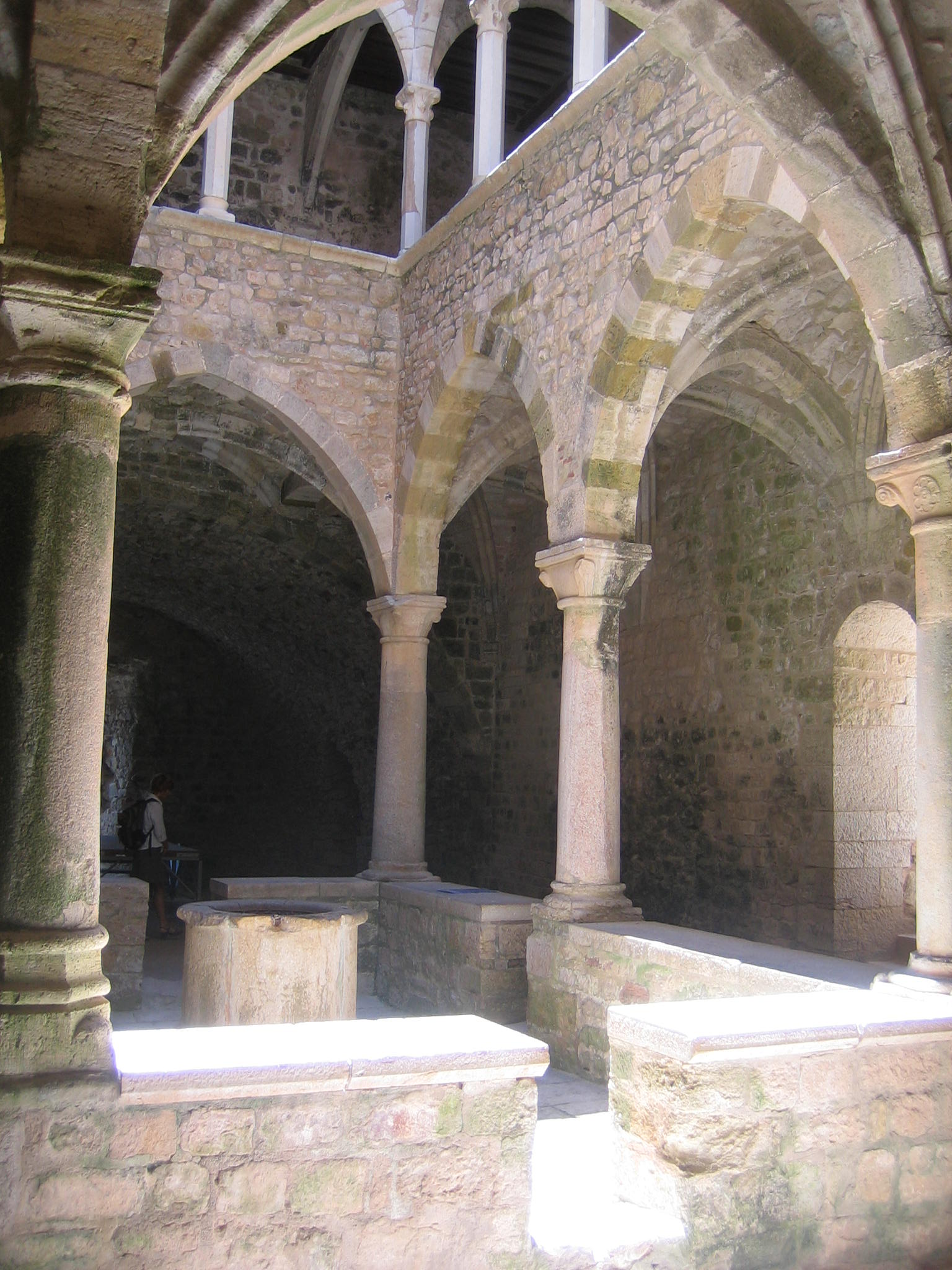
Kreuzgang im Turm

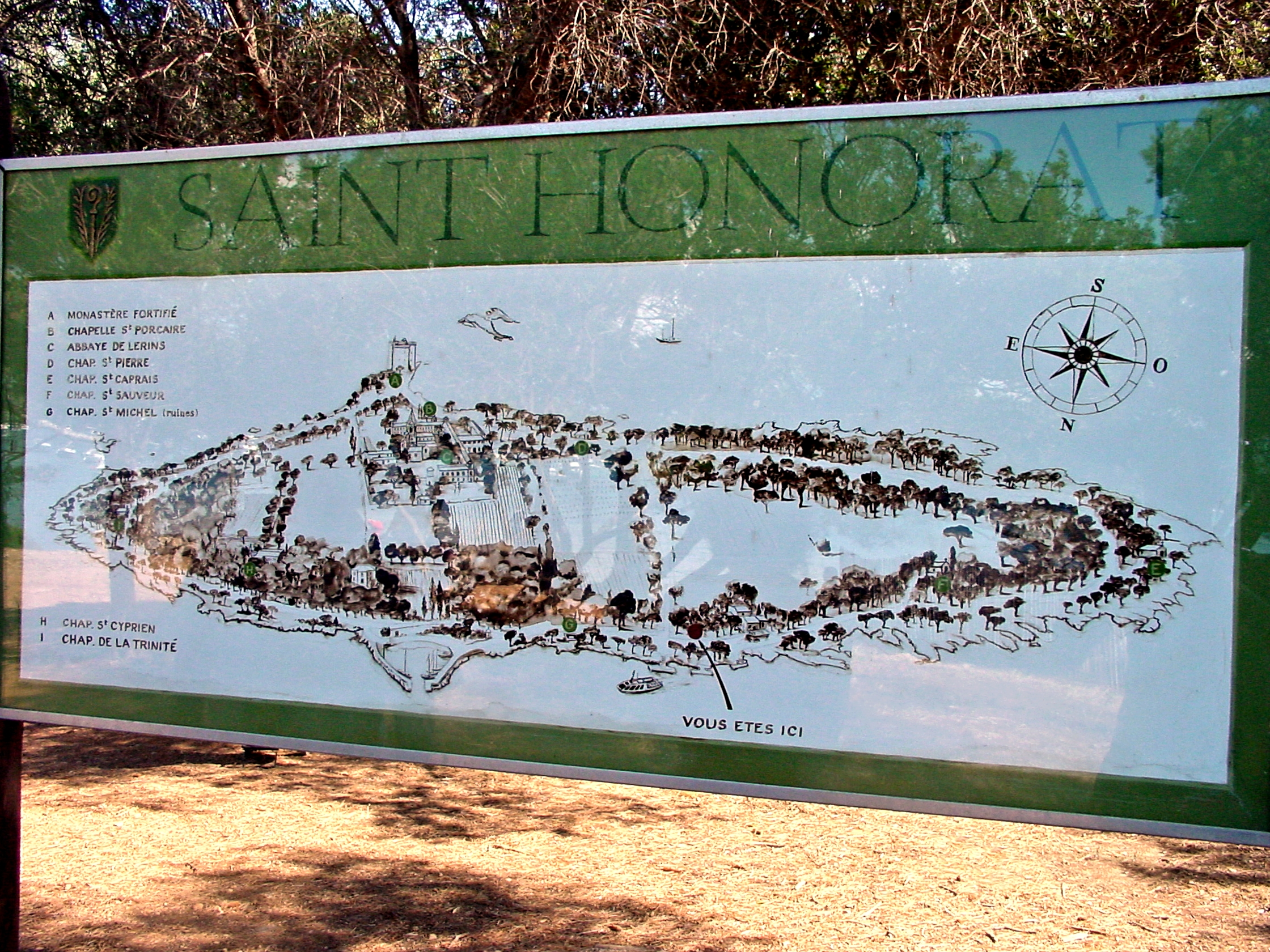
Karte der Insel

## Geschichte
Im Laufe der folgenden Jahrhunderte wurde das ruhige klösterliche Leben auf der Insel immer wieder durch Überfälle gestört. Um 732 wurden viele der Klosterbrüder, unter ihnen Abt Porcrius, von Eindringlingen niedergemetzelt. Besonders bedrohlich waren in der Folgezeit die Beutezüge der Sarazenen oder von Piraten. Um sich davor zu schützen, errichteten die Mönche 1073 einen Festungsturm, in dem alle Einrichtungen eines Klosters wie Kapelle, doppelstöckiger Kreuzgang, Schlafräume oder Vorratskeller untergebracht waren. Der 4 Meter hoch gelegene Eingang war früher nur über eine Leiter zugänglich.
Doch trotz dieser Verteidigungsanlagen litt die Abtei in Folgejahren unter spanischen und genuesischen Angriffen. 1635 hielten die Spanier die Insel zwei Jahre lang besetzt und vertrieben die Mönche. Erst als die Insel wieder zu Frankreich gehörte, kehrten diese aus dem Exil zurück.
Die unruhige Lage war dem klösterlichen Leben nicht zuträglich. Die Zahl der Mönche nahm ab; das Kloster wurde 1787 aufgelöst. In der Französischen Revolution wurde die Insel Staatseigentum. Auch Napoleon erkannte den strategischen Wert der Insel: An beiden Inselenden sind heute noch große Ofenanlagen zu sehen, in denen Kanonenkugeln durch Feuer erwärmt wurden, um hölzerne Segelschiffe effektiver bekämpfen zu können.
Während der Revolution wurde die Insel an die wohlhabende Schauspielerin Mademoiselle Saint-Val cadette verkauft, die zwanzig Jahre lang dort lebte. Doch schon 1859 kaufte der Bischof von Frejus die Insel zurück; die zerstörten Klostergebäude wurden wiederhergestellt oder neu errichtet. 10 Jahre später zogen Zisterziensermönche aus der provençalischen Abtei von Sénanque ein.
Die Lage der Insel führte auch im 20. Jahrhundert zu baulichen Veränderungen. Zeugen der deutschen Besetzung im Zweiten Weltkrieg sind zwei Geschützbunker, die Cannes und die Umgebung vor einer alliierten Invasion schützen sollten.

## Gegenwart
Heute leben ca. 30 Mönche im Kloster. Das Kloster und die zugehörigen Weinberge nehmen gut ein Drittel des Ostteils der Insel ein.
Der erhaltene Festungsturm im südöstlichen Teil der Insel ist eine Touristenattraktion mit guter Aussicht auf das Meer und die Jachten. Von den sieben Kapellen der Insel sind am besten erhalten die Chapelle St-Sauveur im Nordwesten sowie die Chapelle Ste-Trinité im Südosten. Auf der Insel ist eine parkähnliche Landschaft aus Pinien und auch Kakteen angelegt.
Das Kloster bietet selbst gemachte Weine und den Likör Lérina zum Verkauf an. Ferner gibt es ein sonnengeschütztes Restaurant, wo trotz des ruhigen Klosterlebens reger Betrieb herrscht. An manchen Tagen kann man hier sehr viele Besucher treffen. Die stillen Buchten im südlichen Teil der Insel sind weniger besucht als die nördlichen.